# Звателен падеж
Звателният падеж (лат. вокатив) е падежна форма, посочваща лицето, към което е насочена речта. С други думи, звателният падеж е падежът на обръщението. Обикновено се среща в пряката реч и служи за идентифициране на лицето, на което се говори. Например в изречението „Не знам, Иване“ името „Иване“ е в звателна форма и означава лицето, към което е адресирано съобщението.
Още в индоевропейския праезик звателният падеж в единствено число на съществителните е имал особена форма, различна от формата за именителен падеж. Звателният падеж следователно е бил част от индоевропейската система на падежите, като по-късно е наследен от редица древни индоевропейски езици, като например санскрит, латински, старогръцки, праславянски и др. В много съвременни индоевропейски езици формата на звателен падеж е изчезнала, но в редица езици се е запазила. Запазена е в новогръцкия език и много славянски езици, сред които са българският, сръбският, полският и др. Запазена е също в съвременните келтски езици, например в шотландския келтски, ирландския) и др. Звателният падеж се среща и в някои езици от други групи, например в грузинския и арабския език.

## Звателният падеж в различни езици

### Латински
В латинския език специални форми за звателен падеж има при съществителните от мъжки род от второ склонение, окончаващи на -us в именителен падеж. Тази форма окончава на -e, например в известната фраза Et tu, Brute? („И ти ли, Бруте?“) Brute е в звателен падеж (в именителен падеж е Brutus).

### Пет исторически индоевропейски езика
Склонение на думата „вълк“ в няколко езика:
|                  | Индоевропейски | Латински | Старогръцки       | Санскрит | Старобългарски |
| Именителен падеж | * wl̥kʷ-o-s     | lup-u-s  | λύκ-ο-ς (lúk-o-s) | vr̥k-a-s  | -              |
| Звателен падеж   | * wl̥kʷ-e-ø     | lup-e-ø  | λύκ-ε (lúk-e-ø)   | vr̥k-a-ø  | -              |

Забележки: Елементите, отделени с чертички означават корена, така наречената основна гласна и действителната наставка. В старобългарския език, поради промените, настъпили в праславянския език (отпадането на краесловните съгласни), основната гласна и наставката се сливат в окончанието. Символът ø означава, че няма наставка на мястото, където в другите падежи може да има такава. В латинския език формата в именителен падеж е lupus, в звателен падеж е lupe!, а във винителен падеж е lupum. Звездичката пред индоевропейската дума означава, че тя е хипотетична реконструкция, понеже не се основава на писмени източници.

### Полски
В полския език, за разлика от латинския, звателната форма почти винаги е различна от тази в именителен падеж и се образува в съответствие със сложния граматически модел. Ето няколко примера.
| Именителен падеж                | Звателен падеж                     |
| Pani Ewa (Г-жа Ева)             | Pani Ewo! (Г-жо Ева!)              |
| Pan profesor (Г-н професор)     | Panie profesorze! (Г-н професоре!) |
| Krzysztof (Кшищоф)              | Krzysztofie! (Кшищофье!)           |
| Krzyś (умалително от Krzysztof) | Krzysiu! (Кшишю!)                  |
| Ewusia (умалително от Ewa)      | Ewusiu! (Евушю!)                   |
| Marek (Марек)                   | Marku! (Марку!)                    |

Има много малко изключения, при които звателен падеж може да се замени с именителен (например, Ewa!), но обикновено звателната форма се използва, дори и в неформалната реч.

### Изразяване на звателния падеж в английския език
В английския език няма специални звателни форми, но английският синтаксис изпълнява подобна функция; например: John, could you come here? (Джон, би ли дошъл тук?) или I don't think so, John (Не мисля така, Джон), където John не е нито подлог, нито допълнение, а обръщение.
Ето и някои примери, при които има звателни маркери, т.е. допълнителни средства, изпълняващи звателна функция: O Death, where is thy victory? (О, Смърт, къде е твоята победа?) или Hey, you! (Ей, ти!). Тези звателни изрази обикновено се причисляват към възклицанията и може да се появят с всяко изречение, независимо от наклонението.
Примери:
- Good morning, class! (Добро утро, клас!)
- Don't forget your swimming trunks, George. (Не си забравяй банските гащета, Джордж.)
- Hey, George, did you remember to bring your swimming trunks? (Ей, Джордж, нали не си забравил да си вземеш банските?)
- No, Bob, I forgot. (Не, Боб, забравих.)
- I'm proud of you, son. (Гордея се с теб, синко.)
- If I were you, Mary, I'd take Spanish next year instead of French, it's the future. (На твое място, Мери, догодина бих учил испански, вместо френски, това е бъдещето.)
- Death, be not proud! (Не се надувай, Смърт!)

### Руски

#### Архаизми
В руския език звателният падеж е архаизъм, запазен в някои случаи, например:
- Във „вкаменели“ изрази, като пословици. Например: Вра́чу, исцелися сам (Лекарю, излекувай се сам). Тук формата вра́чу е в звателен падеж и ударението пада на първата сричка, за разлика от дателен падеж, където е на последната (врачу́).
- В църковнославянския език, който се използва от Руската православна църква. Например обръщението към патриарха е владыко (в именителен падеж владыка).

Обичайно е схващането обаче, че в руски език няма звателен падеж.

#### Съкратени имена
В разговорния руски език има форма на собствените имена, която някои езиковеди приемат за нововъзникнал звателен падеж. Тази форма се среща само при имена, окончаващи на -а, например: Лен, где ты? (Лена, къде си?). Това в основни линии е равностойно на Лена, где ты?, с единствената разлика, че първата форма изразява позитивно, емоционално отношение между говорещия и лицето, към което той се обръща. Този пример, както и фактът, че тази форма не е родствена с архаичната звателна форма (която би трябвало да бъде Лено в този случай), кара други езиковеди да смятат, че тази форма не е в звателен падеж.

### Грузински език
В грузинския език звателният падеж се използва при обръщение към лица в единствено и множествено число. При думи, окончаващи на съгласна в именителен падеж, звателната форма окончава на -o, а при думи на гласна, няма специално окончание за звателен падеж (в по-стария грузински се е използвало окончание -v, но в съвременния език се смята за архаично). Например, kats- е коренът на думата, означаваща „мъж“, „човек“. Ако някой се обърне към някого с тази дума, тя става katso!
Прилагателните имена също се променят в звателен падеж, като правилото е същото, както при съществителните. Например:
lamazi kali (хубава жена) (именителен падеж)
lamazo kalo! (хубава жено!)(звателен падеж)
Във втората фраза се скланят както съществителното, така и прилагателното. Личните местоимения от второ лице единствено и множествено число също се скланят в звателен падеж. Shen (ти) (ед.ч.) и tkven (вие) (мн.ч.) в звателен падеж стават she! и tkve!, като крайното -n изпада. Например:
She lamazo kalo! (ти, хубава жено!)
като всички думи се скланят в звателен падеж.

## Звателен падеж в съвременния български език
В съвременния български език съществуват остатъчни форми на звателния падеж при съществителните от мъжки и женски род. В официалната граматика те се наричат звателна форма. При съществителните от мъжки род са наследени две окончания: -е от старите o-основи и -у (-ю ) от старите u-основи, например:
- господине, ветре, куме, свате, брате, Иване, Исусе, Боже, сине, човече, юначе, отче и т.н.
- царю, учителю, приятелю, другарю и т.н.

При съществителните, които имат вметната гласна ъ или е, в звателната форма тя изчезва, например: Петър – Петре, старец – старче и т.н.
В по-старата литература и в някои диалекти окончанието -у за звателен падеж е по-разпространено, например: българину, юнаку, момку, човеку и т.н., като неудареното у често се предава неправилно с о и постепенно така се е наложило, например циганино, българино, мъжо и т.н., но окончанието -о всъщност е за женски род.
При съществителното Господ се е запазило старобългарското окончание -и за звателен падеж: Господи, макар че в някои диалекти се е променило в -е по аналогия с Боже.
В женски род, освен обичайното окончание -о за звателен падеж, при съществителни, образувани с наставка -ица се среща и окончание -е (с изключение: птицо), например:
- бабо, стрино, майко, лельо, Марийо, Българийо и т.н.
- царице, кумице, душице, Зорнице и т.н.

В разговорната реч и в някои диалекти окончанието -е по аналогия се е пренесло и на съществителни, образувани с наставка -ка, например: комшийке, стопанке и т.н., но в книжовния език правилното окончание в такъв случай е -о, например: учителко, девойко и т.н. При умалителните женски имена обаче окончанието за звателен падеж е -е, например: Иванке, Драганке и т.н., дори Райне, което се възприема по-гальовно от Райно.
Ударението в звателните форми на двусрични и многосрични съществителни от женски род не може да пада на последната сричка, поради което, ако в основната форма пада на последната сричка, в звателната то се премества напред, например: гора̀ – го̀ро, жена̀ – жѐно, сестра̀ – сѐстро, змия̀ – змѝйо и т.н.
При съществителни от мъжки род окончаващи на -а, окончанието за звателен падеж е -о, например: войводо, владико, чорбаджийо и т.н.
В множествено число няма специално окончание за звателен падеж.
В съвременния книжовен език, при личните имена от женски род, окончаващи на -а или -я, звателните форми, например Елено, Марийо, Маргарито и т.н., се възприемат като грубовати и затова се избягват. Началото на този процес е поставено през 20-те години на XX век под влиянието на емигранти от Русия, като по това време в „доброто общество“ в София се налага модата за цялостно избягване на звателните форми.

### Таблица на окончанията в звателен падеж в български
| Род   | Окончание                               | Звателна форма |
| м.р.  | -ш, -ж, -ч, -ин                         | -o: мъжо, българино |
| м.р.  | -н, -л, -т, -р (праславянски jo-основи) | -ю: коню, учителю, зетю, царю |
| м.р.  | -к, -г, -х, други съгласни              | -е, като -к, -г, -х, -ц, -з минават в -ч, -ж, -ш, -ч, -ж: човече, Боже, херцоже, патриарше, народе, брате, Василе, Димитре, отче, княже |
| м.р.  | -ой (Благой)                            | -ое: Благое |
| м.р.  | -и (Добри, Захари)                      | -и: Добри, Захари |
| м.р.  | -о (чичо, дядо)                         | -о: чичо, дядо |
| м.р.  | -а, -я (войвода, съдия)                 | -о: войводо, съдийо |
| м.р.  | (баща)                                  | -ø |
| ж.р.  | -а, -я                                  | -o: бабо, горо, душо, земьо, лельо, змийо                                                                                               |
| ж.р.  | -а (лични и др. имена)                  | -е: Боне, Верке, моме, звездице |
| ж.р.  | съгласна (пролет, радост, есен)         | -ø |
| ср.р. | -o (село)                               | -о: село |
| ср.р. | -е (коте)                               | -е: коте |